# 酒井忠与

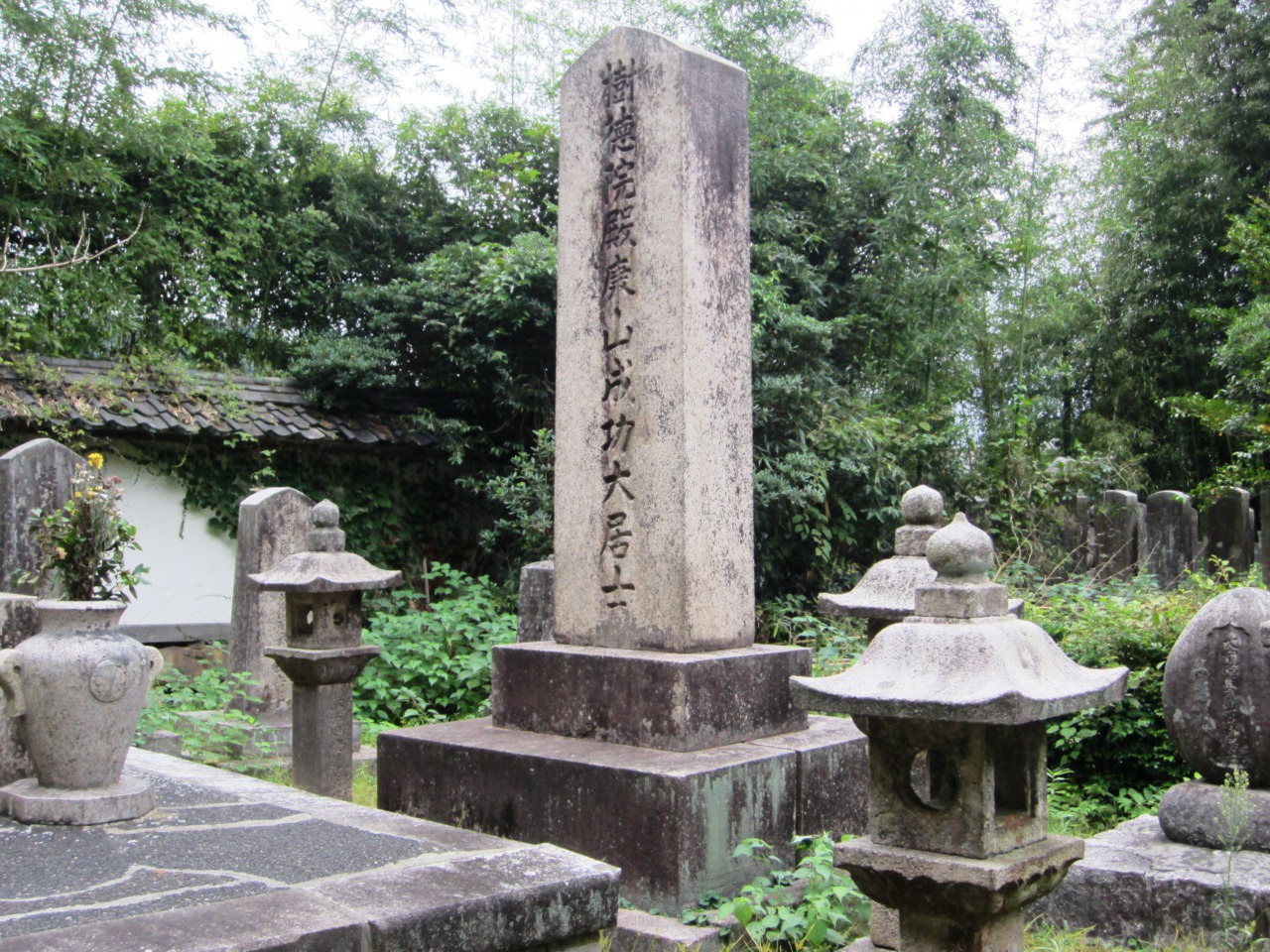
空印寺の墓

酒井 忠与（さかい ただよし）は、若狭小浜藩の第8代藩主。小浜藩酒井家9代。
第5代藩主酒井忠音の五男。宝暦7年（1757年）3月晦日、兄で先代藩主の忠用の隠居により跡を継いだ。宝暦12年（1762年）6月18日、42歳で死去し、跡を嫡男の忠貫が継いだ。

## 系譜
- 父：酒井忠音
- 母：武藤氏 - 側室
- 養父：酒井忠用
- 正室：無し
- 側室：西村氏
  - 長男：酒井忠貫（1749-1785）
  - 次男：遠藤胤相（1752-1806）
  - 三男：船越景範
  - 四男：高木正直（1756-1781）